# Forti
Forti was een Italiaans raceteam dat in 1995 en 1996 deelnam aan 27 Grands Prix Formule 1, zonder overigens ook maar een punt te scoren. Waar in 1996 de meeste teams overstapten op schakelflippers aan het stuurwiel, hield Forti vanwege onvoldoende budget vast aan handmatig schakelen via een korte schakelpook. Alleen al deze ingreep scheelde een tiende van een seconde per ronde.
Het team werd in de jaren zeventig opgericht door de Italiaanse zakenlieden Guido Forti en Paolo Guerci, en was gevestigd in Alessandria, in het noorden van Italië. In de beginjaren streed het team in de Formule Ford- en Formule 3-klassen, zowel op Italiaans als op Europees niveau. Dankzij de kwaliteiten van het team, de auto's, en coureurs als Franco Forini, Enrico Bertaggia en Gianni Morbidelli, werden in de jaren tachtig regelmatig overwinningen behaald.
1950 · 1951 · 1952 · 1953 · 1954 · 1955 · 1956 · 1957 · 1958 · 1959 · 1960 · 1961 · 1962 · 1963 · 1964 · 1965 · 1966 · 1967 · 1968 · 1969 · 1970 · 1971 · 1972 · 1973 · 1974 · 1975 · 1976 · 1977 · 1978 · 1979 · 1980 · 1981 · 1982 · 1983 · 1984 · 1985 · 1986 · 1987 · 1988 · 1989 · 1990 · 1991 · 1992 · 1993 · 1994 · 1995 · 1996 · 1997 · 1998 · 1999 · 2000 · 2001 · 2002 · 2003 · 2004 · 2005 · 2006 · 2007 · 2008 · 2009 · 2010 · 2011 · 2012 · 2013 · 2014 · 2015 · 2016 · 2017 · 2018 · 2019 · 2020 · 2021 · 2022 · 2023 · 2024 · 2025 · 2026 
 Lijst van Formule 1 Grand Prix-wedstrijden